# Birinci Yeddioymaq
Birinci Yeddioymaq è un comune dell'Azerbaigian situato nel distretto di Masallı. Conta una popolazione di 1 736 abitanti.